# Hemiphora
Hemiphora, manji biljni rod iz porodice usnača s paet priznatih vrsta. To je endemski rod vazdazelenih grmova iz Zapadne Australije

## Vrste
1. Hemiphora bartlingii (Lehm.) B.J.Conn & Henwood
2. Hemiphora elderi (F.Muell.) F.Muell.
3. Hemiphora exserta (Benth.) B.J.Conn & Henwood
4. Hemiphora lanata (Munir) B.J.Conn & Henwood
5. Hemiphora uncinata (Turcz.) B.J.Conn & Henwood